# Clarmont (Alta Garona)
Clarmont (francès Clermont-le-Fort) és un municipi francès del departament de l'Alta Garona a la regió d'Occitània.

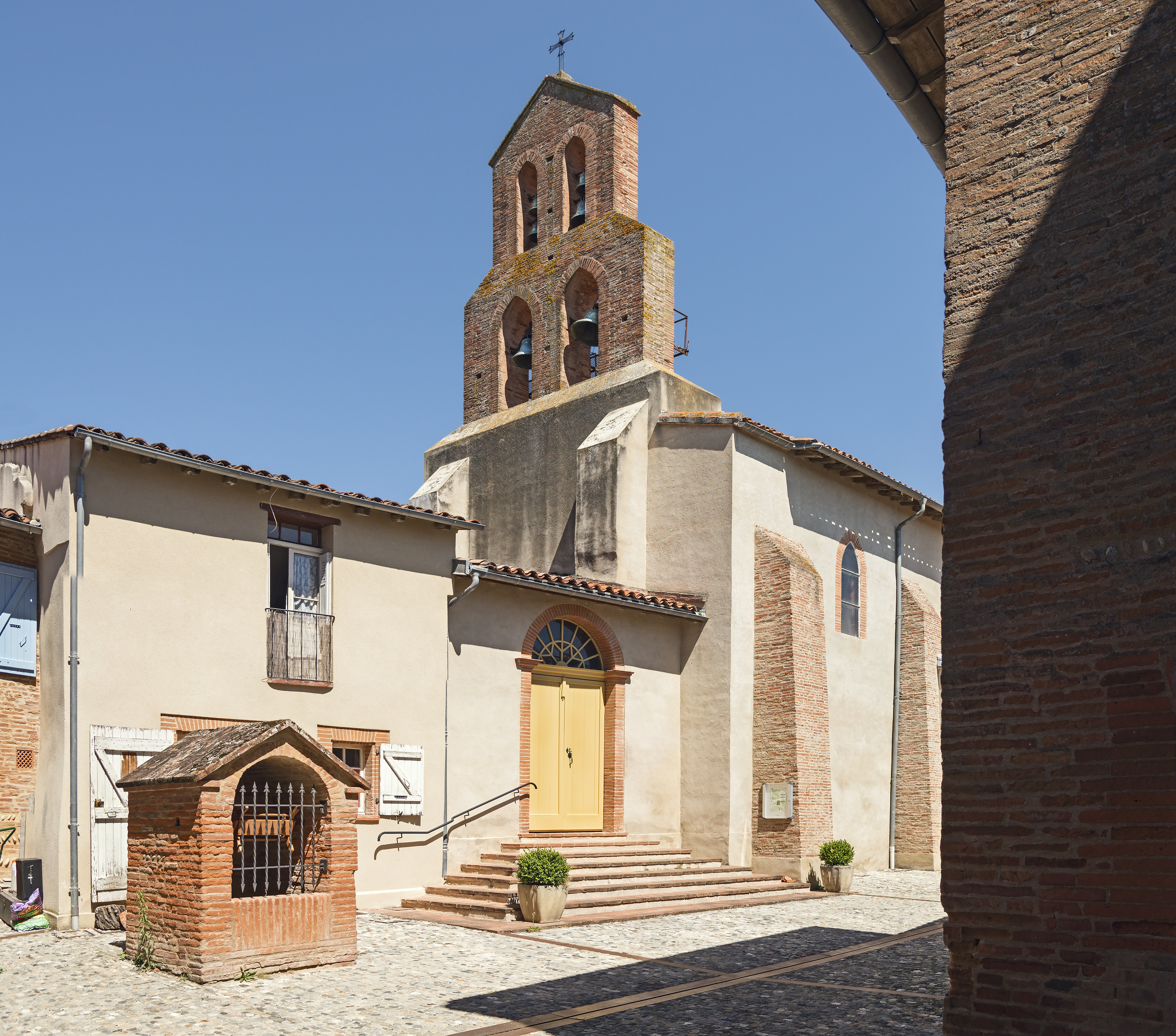
Església.
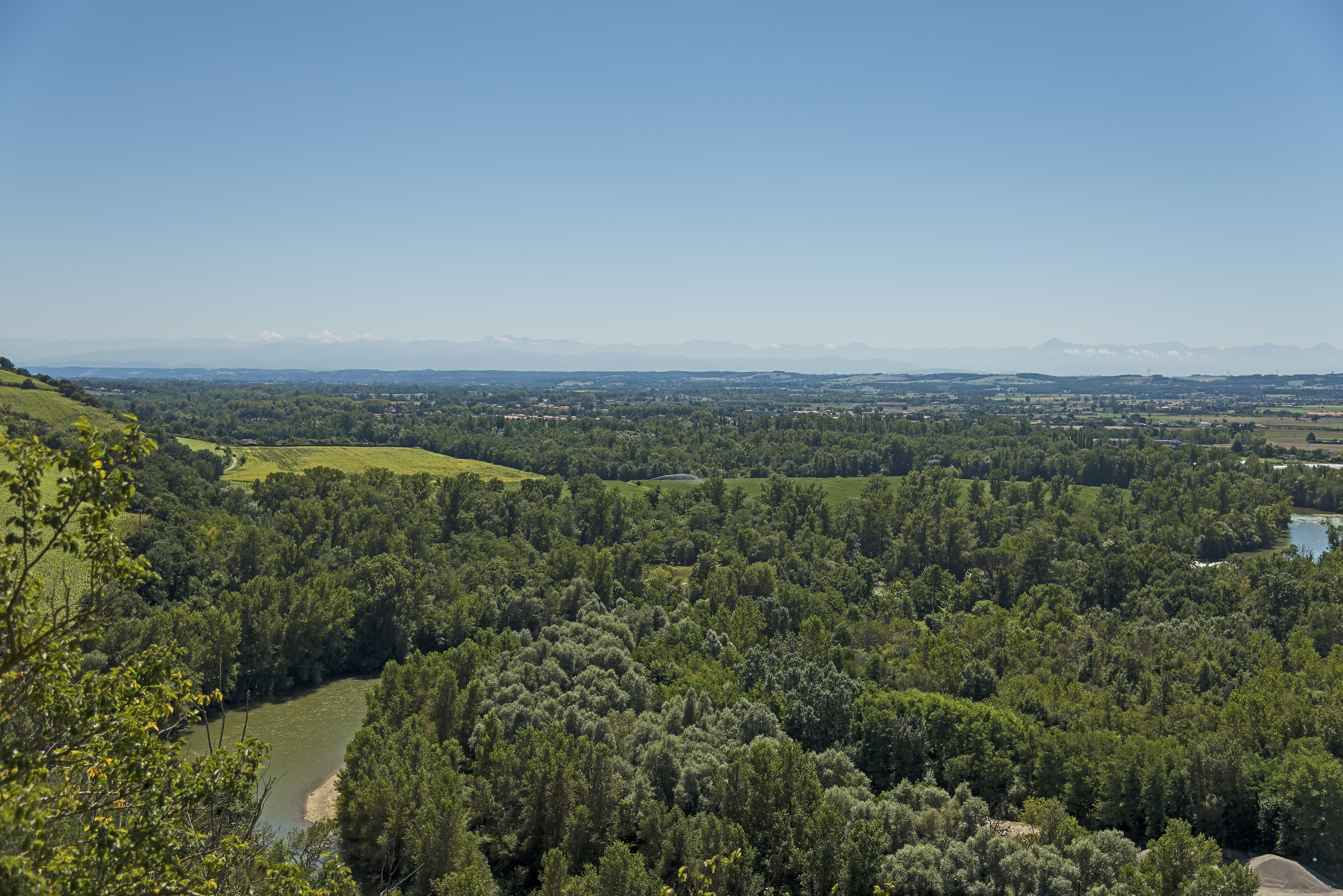
Panorama.